# Boger-Fluid
In der Rheologie zählen Boger-Fluide zu den nichtnewtonschen Fluiden, da sie eine messbare erste Normalspannung besitzen. Wie newtonsche Fluide weisen sie aber eine von der Scherrate unabhängige Viskosität auf.
Boger-Fluide können in Form hochverdünnter Polymerlösungen realisiert werden, bei denen die für Polymerlösungen und -schmelzen typische Scherverdünnung vernachlässigbar ist. Die Polymerketten werden bei Scherung des Fluids in Richtung der Scherung gestreckt. Wird der Fluss gestoppt, so relaxieren die Polymerketten wieder zu einer (im Mittel) isotropen Knäuelgestalt. Diese Konformationsänderung der gelösten Polymerketten bewirkt makroskopisch ein elastisches Zurückfedern des Fluids.